# Świątynia Westy (Forum Boarium)
Świątynia Westy – niewielka świątynia znajdująca się na Forum Boarium nad brzegiem Tybru w Rzymie. Atrybucja świątyni, przypisanej po raz pierwszy Weście przez Flavio Bondiego w XV wieku jest błędna i była później podważana przez wielu badaczy. Najprawdopodobniej był to przybytek Herkulesa z przydomkiem Olivarius, opiekującego się producentami oraz handlarzami oliwy, co akceptuje dzisiaj większość uczonych. 
Świątynia datowana jest na około 140–120 rok p.n.e. Powstała przypuszczalnie z inicjatywy Scypiona Afrykańskiego Młodszego i Lucjusza Mummiusza Achajskiego. Wzniesiona z marmuru budowla posadowiona jest na krepidomie wykonanej z tufu. Nadano jej formę tolosu, otoczonego perystazą liczącą dwadzieścia kolumn w porządku korynckim (jedna nie zachowała się), mierzących 8 metrów wysokości. Perystaza nakryta jest kasetonowym sufitem. Cella ma 20 metrów średnicy. Wewnątrz przypuszczalnie znajdował się posąg Herkulesa.
W XII wieku świątynia została zaadaptowana na kościół św. Szczepana (Santo Stefano; w XVIII wieku przemianowany na kościół Santa Maria del Sole). Zniszczono wówczas nakrywającą pierwotnie budynek kopułę, zastępując ją istniejącym do dzisiaj stożkowatym dachem. Po zajęciu Rzymu przez wojska Napoleona, pod auspicjami Giuseppe Valadiera dokonano w 1810 roku renowacji budowli. Wyburzono wówczas wymurowane w średniowieczu ściany pomiędzy kolumnami i dokonano obniżenia gruntu wokół świątyni, odsłaniając oryginalną krepidomę.